# Doodzonde (film)
Doodzonde is een Nederlandse film uit 1978, geregisseerd door René van Nie.
In deze productie, met camerawerk van Mat van Hensbergen en filmmuziek door Willem Breuker, spelen te midden van de inwoners van Hopel diverse beroemde acteurs, onder wie de hoofdrolspelers Willeke van Ammelrooy, Renée Soutendijk, Josée Ruiter en Jan Decleir. De actrice Tilly Perin-Bouwmeester (1893-1984) werkte in Doodzonde voor het eerst samen met haar halfzusje, de toneelspeelster Wiesje Bouwmeester (1909-1979).

## Verhaal
De kunstenaar Marcel neemt deel aan de bezetting van een kerk, om deze zo voor de sloop te behoeden. De groep bereidt tijdens de bezetting een toneelstuk voor met daarin veel feministische kritiek op de Katholieke Kerk. Marcel wordt daarbij geconfronteerd met zijn eigen katholieke verleden.

## Rolverdeling
| Acteur                | Personage            |
| --------------------- | -------------------- |
| Cor van Rijn          | Marcel               |
| Willeke van Ammelrooy | de moeder van Marcel |
| Jan Decleir           | de vader van Marcel  |
| Renée Soutendijk      | Renée                |
| Chris Lomme           | Chris                |
| Josée Ruiter          | Josée                |

## Trivia
- In de film worden een aantal flashbacks getoond. Deze zijn in monochroom uitgevoerd.
- De film was voor René van Nie een afrekening met zijn rijke roomse verleden.

1896-1909 · 1910-19 · 1920-29 · 1930-39 · 1940-49 · 1950-59 · 1960-69 · 1970-79 · 1980-89 · 1990-99 · 2000-09 · 2010-19
· 2020-29